# أديلا روجرز سانت جونز
أديلا روجرز سانت جونز (بالإنجليزية: Adela Rogers St. Johns)‏ (20 مايو 1894 في لوس أنجلوس - 10 أغسطس 1988 في أرويو غراندي) صحفية، وكاتبة سيناريو، وروائية، وكاتِبة، ومقالاتية، وكاتبة سير من الولايات المتحدة.

## الجوائز
- وسام الحرية الرئاسي

## روابط خارجية
- أديلا روجرز سانت جونز على موقع IMDb (الإنجليزية)
- أديلا روجرز سانت جونز على موقع الموسوعة البريطانية (الإنجليزية)
- أديلا روجرز سانت جونز على موقع أول موفي (الإنجليزية)
- أديلا روجرز سانت جونز على موقع قاعدة بيانات برودواي على الإنترنت (الإنجليزية)
- أديلا روجرز سانت جونز على موقع قاعدة بيانات الأفلام السويدية (السويدية)
- أديلا روجرز سانت جونز على موقع قاعدة بيانات الفيلم (الإنجليزية)